# Fazenda do Pombal
Fazenda do Pombal est un grand domaine appartenant à la municipalité de Ritápolis dans l’État du Minas Gerais au Brésil.
C'est le lieu de naissance, en 1746, de Joaquim José da Silva Xavier dit « Tiradentes », martyr de l’indépendance du Brésil.